# Sermur
Sermur ist eine Gemeinde im Zentralmassiv in Frankreich. Sie gehört zur Region Nouvelle-Aquitaine, zum Département Creuse, zum Arrondissement Aubusson und zum Kanton Auzances. Sie grenzt im Norden an Bussière-Nouvelle und Le Compas, im Osten an Brousse, im Südosten an Lioux-les-Monges, im Süden an Mautes und im Westen an Lupersat.

## Bevölkerungsentwicklung
| Jahr      | 1962 | 1968 | 1975 | 1982 | 1990 | 1999 | 2008 | 2012 |
| --------- | ---- | ---- | ---- | ---- | ---- | ---- | ---- | ---- |
| Einwohner | 276  | 238  | 209  | 155  | 139  | 128  | 100  | 120  |

## Sehenswürdigkeiten
- Kirche Saint-Hilaire
- Turm von Sermur, im 11. Jahrhundert auf 712 Metern über der Meereshöhe erstellt und während des Hundertjährigen Krieges zerstört, so dass eine Ruine übrig blieb, die seit 1975 ein Monument historique ist
- Château de La Combe, seit 2011 Monument historique
- Pigeonnier-Chapelle de La Chaze, seit 2010 Monument historique

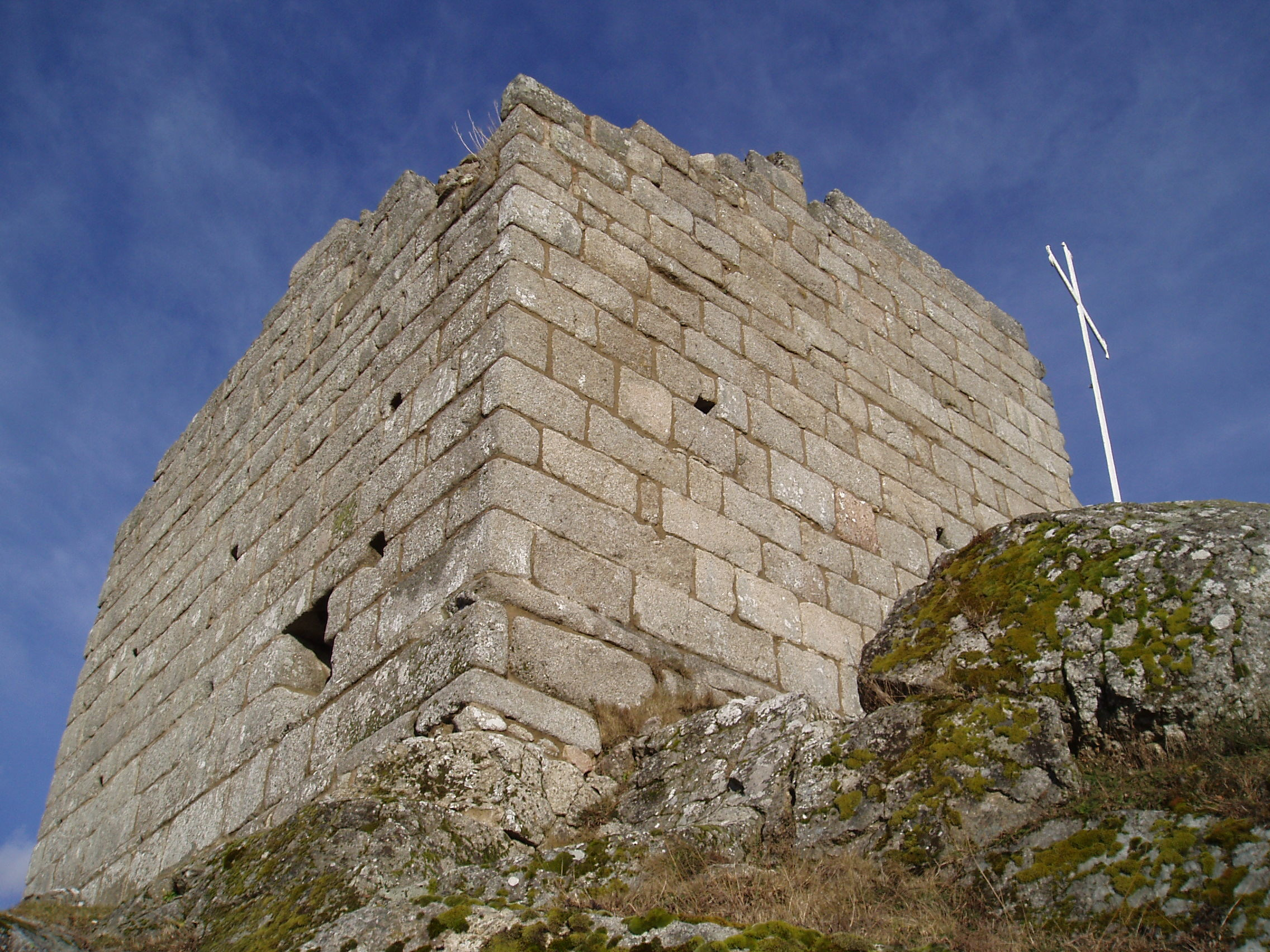
Die Turmruine von Sermur
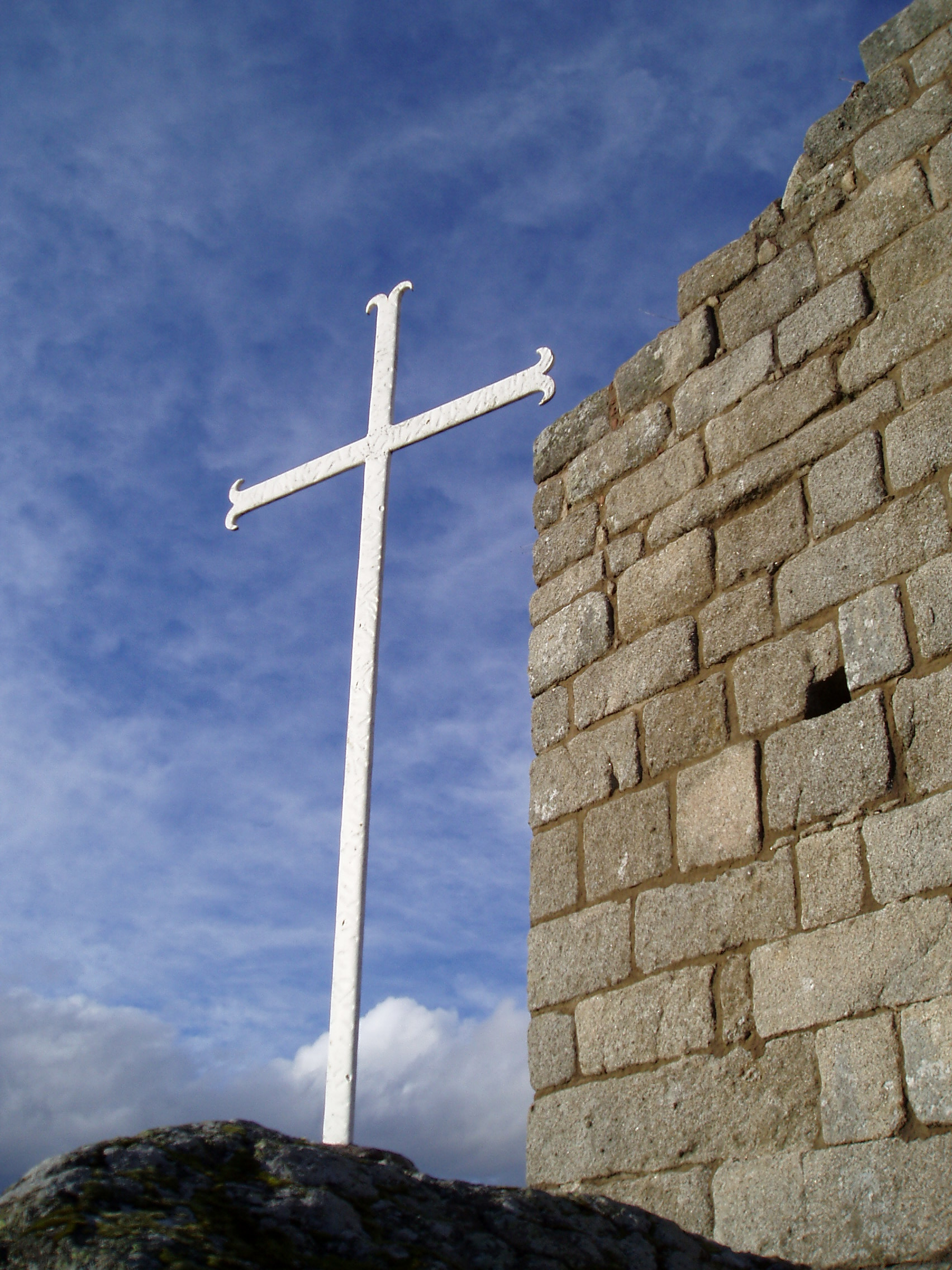
Das Flurkreuz bei der Turmruine
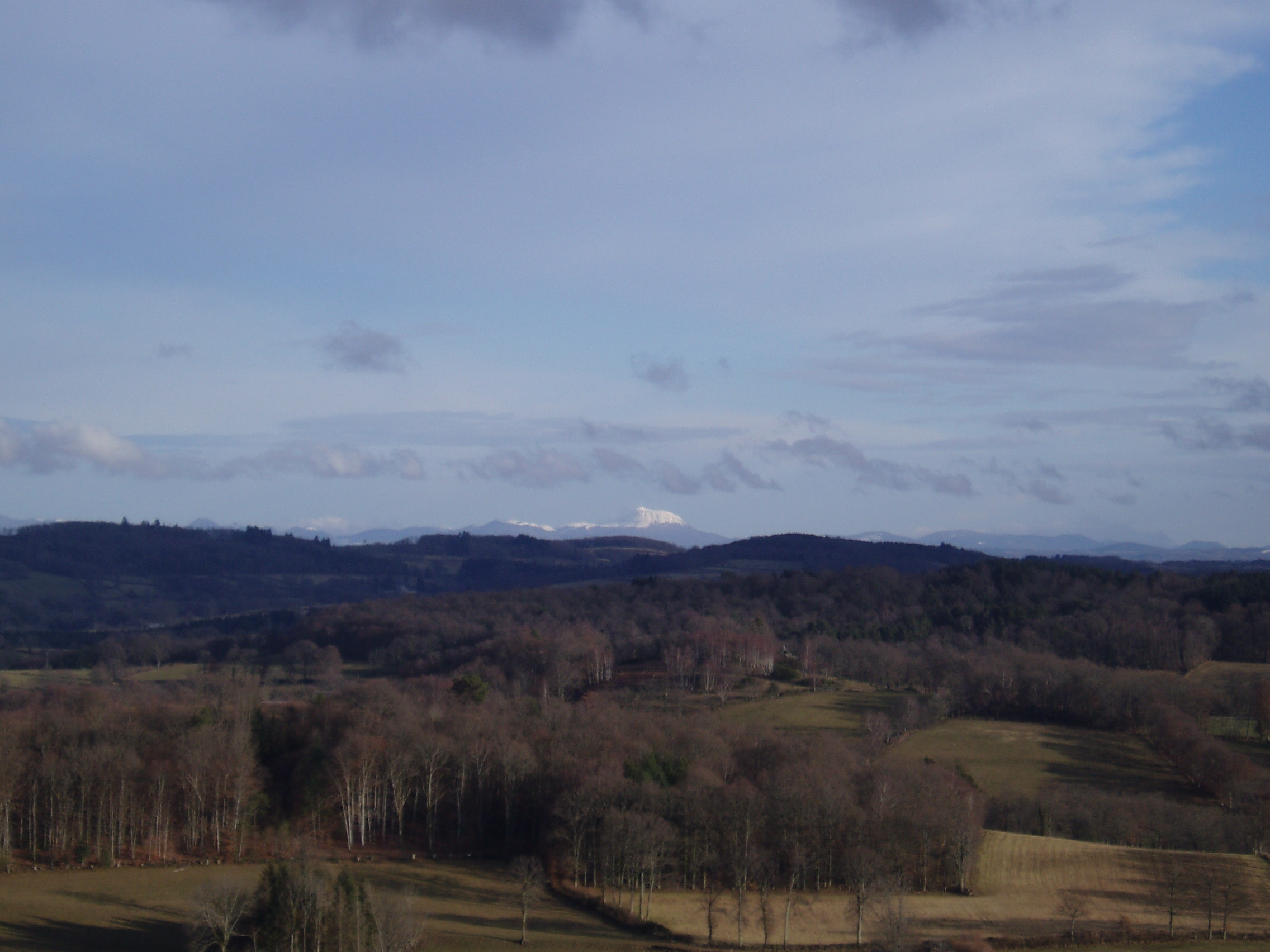
Blick von der Turmruine zu den Monts d'Auvergne